# Boris Tchaïkovski
Pour les articles homonymes, voir Tchaïkovski (homonymie).
Boris Alexandrovitch Tchaïkovski (en russe : Борис Александрович Чайковский) est un compositeur russe et soviétique, né le 10 septembre 1925 à Moscou et mort le 7 février 1996 dans la même ville.

## Biographie
Boris Tchaïkovski, sans lien de parenté avec Piotr Ilitch Tchaïkovski, naît dans une famille cultivée mais non musicienne : son père est économiste et sa mère médecin. À neuf ans il entre à l’École musicale Gnessine, puis au Collège Gnessine et au Conservatoire de Moscou, où son professeur de piano est Lev Oborine, ses professeurs de composition sont Nikolaï Miaskovski, Vissarion Chebaline et Dmitri Chostakovitch. Tchaïkovski termine le conservatoire en 1949 et travaille pendant quelque temps à la Radio, mais en 1952 il se dédie à la composition. Il se rend célèbre avec sa Deuxième Symphonie, pour laquelle le Prix d'État de l'URSS lui est décerné en 1969. Parmi ses autres compositions on peut noter les concertos pour clarinette, violoncelle, violon et piano, six quatuors à cordes et plusieurs œuvres de chambre. Il est aussi beaucoup connu comme compositeur de musiques de films, dont Le Mariage de Balzaminov (1964) et Aïbolit-66 (1966) qui sont très populaires en Union soviétique. De 1989 jusqu’à sa mort, il enseigne la composition à l’Académie Gnessine.
Tchaïkovski représente la deuxième génération de compositeurs soviétiques qui sont sous l’influence de la musique classique russe de Piotr Ilitch Tchaïkovski, Alexandre Borodine, Modeste Moussorgski, mais aussi de Dmitri Chostakovitch. Après des expériences de musique sérielle et polystylistique dans les années 1970, il se tourne vers une musique claire et expressive, de tonalité traditionnelle, sans pour autant rejeter la technique moderne, qu’il utilise avec une grande maîtrise.
Son neveu, Alexander Tchaikovsky, est aussi compositeur et ancien recteur du Conservatoire de Saint-Pétersbourg.

## Œuvres

### Pour la scène
- The Star (Звезда), opéra inachevé en 3 scènes (1949)=== livret de David Samoilov d'après le roman de Emmanuil Kazakevich

### Musique orchestrale
- Procession (Шествие) (1946)
- Symphonie no 1 (1947)
- Fantasia sur des Thèmes folkloriques russes (Фантазия на русские народные темы) (1950)
- Slavic Rhapsody (Славянская рапсодия) (1951)
- After the Ball Suite orchestrale (1952)
- Sinfonietta pour orchestre à cordes (1953)
- The Murmuring Forest Suite orchestrale (1953)
- Capriccio sur des Thèmes Anglais (Каприччио на английские темы) (1954)
- Ouverture (Увертюра) (1957)
- Symphonie no 2 (1967)
- Symphonie de chambre (Камерная симфония) pour orchestre de chambre (1967)
- Thème et huit Variations (Тема и восемь вариаций) (1973)
- Six Études (Шесть этюдов) pour orchestre à cordes et orgue (1976)
- Symphonie no 3 "Sevastopol" (Севастопольская симфония) (1980)
- Les Vents de Sibérie (Ветер Сибири), Poème symphonique (1984)
- Quatre Préludes (Четыре прелюдии) pour orchestre de chambre (1984)
- The Juvenile (Подросток), Poème pour orchestre (1984)
- Musique pour orchestre (Музыка для оркестра) (1987)
- Symphonie avec harpe (Симфония с арфой) (1993)
- The Bells (Колокола), Prélude pour orchestre (1996)

### Concertos
- Concerto pour clarinette et orchestre de chambre (1957)
- Concerto pour violoncelle et orchestre (1964)
- Concerto pour violon et orchestre (1969)
- Concerto pour piano et orchestre (1971)

### Musique de chambre
- Trio avec Piano (1953)
- Quatuor à cordes no 1 (1954)
- Trio à cordes (1955)
- Sonate pour violoncelle et piano (1957)
- Sonate pour violon et piano (1959)
- Suite en ré mineur pour violoncelle solo (1960)
- Quatuor à cordes no 2 (1961)
- Quintette avec Piano (1962)
- Partita pour violoncelle et ensemble de chambre (1966)
- Quatuor à cordes no 3 (1967)
- Quatuor à cordes no 4 (1972)
- Quatuor à cordes no 5 (1974)
- Quatuor à cordes no 6 (1976)
- Sextuor pour quintette de vents et harpe (1990)

### Piano
- 3 Études (1935, 1972, 1980)
- 5 Pièces (1935)
- 5 Préludes (1936)
- 5 Pièces (1938)
- Sonate no 1 (1944)
- 2 Pièces (1945)
- Sonatine (1946)
- Sonate no 2 (1952)
- 8 Pièces pour Enfants (Восемь детских пьес) (1952)
- Sonate pour deux pianos (1973)
- Pentatonic (Пентатоника), 6 Pièces Faciles (1993)
- Natural Modes (Натуральные лады), 7 Miniatures (1993)

### Musique vocale
- Two Poems by Mikhail Lermontov (Два стихотворения М. Ю. Лермонтова) pour soprano et piano (1940)
- Four Poems by Josef Brodsky (Четыре стихотворения И. Бродского) pour soprano et piano (1965)
- Lyrics of Pushkin (Лирика Пушкина), Cycle de mélodies pour soprano et piano (1972)
- Signs of the Zodiac (Знаки Зодиака), Cantate pour soprano, clavecin et orchestre à cordes (1974)
- The Last Spring (Последняя весна), Cycle de mélodies pour mezzo-soprano, flûte, clarinette et piano (1980), texte de N. Zabolotsky
- From Kipling (Из Киплинга) pour mezzo-soprano et alto (1994)

## Distinctions
- Artiste du peuple de l'URSS (1985)
- Prix d'État de l'URSS (1969), pour la Symphonie nº 2 (1967)